# Kobus leche
Il lichi (Kobus leche Gray, 1850) è un mammifero artiodattilo della famiglia dei Bovidi.

## Descrizione
Il lichi è un'antilope imparentata strettamente tanto col kob che con il cobo. Ha un mantello piuttosto lungo, grossolano, ma senza criniera, e le corna lunghe, snelle, a forma di lira, presenti solo nel maschio, sono incurvate due volte. Non ha ghiandole facciali e le ghiandole inguinali sono rudimentali. È alto 1 m; ha pelo lungo e arruffato e colori assai differenti. Se ne conoscono cinque sottospecie:
- Kobus leche leche (Gray, 1850), il lichi rosso;
- Kobus leche anselli (Cotterill, 2005), il lichi dell'Upemba;
- Kobus leche kafuensis (Haltenorth, 1963), il lichi del Kafue;
- Kobus leche robertsi (W. Rothschild, 1907), il lichi di Roberts;
- Kobus leche smithemani (Lydekker, 1900), il lichi nero.

Il più ampiamente diffuso è il lichi rosso, presente nello Zambesi superiore e nei suoi tributari, nello Zambia occidentale, nell'Angola sud-orientale, nelle paludi Ngami del Botswana e nella striscia di Caprivi, in Namibia. È rossastro-camoscio chiaro, con l'intera regione inferiore, dal ventre al mento, bianca; le parti frontali delle zampe anteriori e degli stinchi posteriori sono bianche. La seconda sottospecie più numerosa è il lichi del Kafue, presente solo nelle paludi del corso mediano del fiume Kafue, un tributario dello Zambesi. In esso, le corna, lunghe e distese, raggiungono gli 82 cm, e la linea nera sopra la zampa anteriore si espande sulla spalla a formare una chiazza ben visibile. Nella terza sottospecie, il lichi nero, il color nero si è ulteriormente diffuso, in modo da coprire l'intera testa, le regioni superiori e quelle frontali degli arti. Il lichi nero è diffuso dal lago Bangweulu al lago Mweru e, oltre il confine dello Zambia, nella Repubblica Democratica del Congo. È più piccolo degli altri due. Il maschio della sottospecie rossa o di quella del Kafue pesa 100-117 kg e la femmina 75-83 kg, ma il maschio del lichi nero pesa solo 68-90 kg. Molto simile a quest'ultima sottospecie è il rarissimo lichi dell'Upemba, ristretto alle paludi omonime, nella Provincia di Katanga. L'ultima sottospecie, l'ormai estinto lichi di Roberts, simile al lichi rosso, viveva lungo il fiume Luapula, nello Zambia nord-orientale.

## Biologia

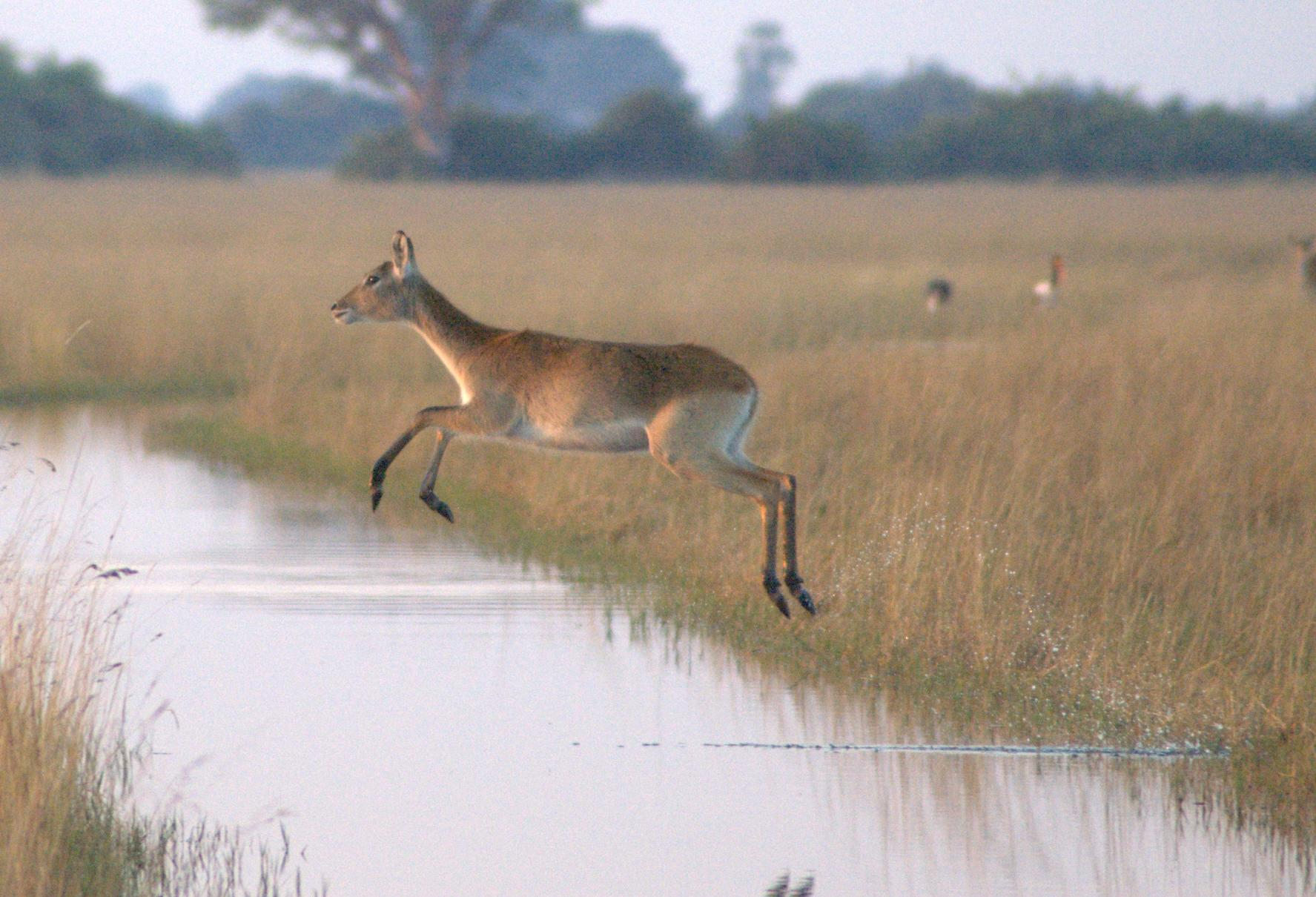
Una femmina di lichi supera con un balzo un corso d'acqua nel delta dell'Okavango.

### Ecologia
Nelle vaste paludi note con il nome di Kafue, lunghe 224 km, larghe 16-48 km e ricoprenti 4.000 km² del bacino dello Zambesi, vive il più conosciuto dei lichi. Le piogge vi cadono da novembre a marzo, e le pianure si inondano; da aprile a ottobre, esse sono secche, con l'acqua praticamente confinata al solo letto del fiume. Il lichi è perciò semiacquatico, vivendo ai margini del fiume e nelle acque basse, nutrendosi di erbe tanto in acqua che sulla terra. Le mandrie sono assai sparse e varie, e i due sessi tendono a mantenersi in mandrie separate. Quando le inondazioni sono al livello massimo, alla fine della stagione delle piogge, i lichi sono confinati in una stretta striscia dell'estensione di poco più di 1 km all'interno del fronte dell'acqua. In questo periodo, non vi è molto pascolo da procurarsi in acqua, ed essi si cibano principalmente di erbe secche mature da tempo, il cui valore nutritivo è scarso. Allora, i lichi versano generalmente in cattive condizioni. In giugno-luglio, la piena recede, scoprendo centinaia di chilometri quadrati di pascolo, e solo allora le loro condizioni migliorano enormemente. Più tardi, quando cominciano di nuovo le piogge, le tempeste ricacciano gli altri animali, come zebre e gnu, fuori dalle pianure; in tal modo, i lichi hanno tutto lo spazio per sé.

### Riproduzione
Calori ardenti si sviluppano dal tardo ottobre fino ai primi di gennaio; seguitano poi sporadicamente fino alla fine delle piogge. Finti combattimenti tra i maschi si verificano in ogni stagione ma, in questo periodo, la lotta è una cosa tremendamente seria, e le ferite, le zoppie e le corna rotte sono fatti comuni. Tra i lichi neri, i combattimenti sono spesso mortali. I maschi emettono grugniti distinti l'uno dall'altro, udibili a distanza di mezzo chilometro. Non vengono formati propri territori; i maschi si limitano a raccogliere l'harem attorno a sé. Delle femmine di un anno d'età, il 40% si riproducono, e quasi tutte lo fanno l'anno successivo. La gestazione dura 7-8 mesi. I piccoli sono partoriti da maggio a dicembre, con una punta da metà luglio alla fine di agosto. Le femmine lasciano, da sole o in gruppo, la mandria e partoriscono in aree ad erba alta, spesso in territori elevati, circondati da acque di inondazione. I piccoli rimangono nascosti per 3-4 settimane prima di ricongiungersi alla mandria assieme alle madri. La metà dei piccoli muore prima dello svezzamento (che si verifica a 3-4 mesi d'età); successivamente, nella stagione secca, molti giovani di un anno muoiono spesso per una infestazione di tafani. In tal modo, la selezione nel lichi è assai severa davvero, e coloro che sopravvivono sono, nel più stretto senso darwiniano del termine, «i più adatti».
I maschi sono completamente sviluppati a 4 anni, le femmine a tre. Le corna del maschio fanno la loro apparizione a 5-6 mesi. Ad un anno, esse sono lunghe 15 cm; a due anni, 38 cm; a tre anni, 58 cm; a quattro anni, sono lunghe in media 81 cm (il record è di 92 cm). La striscia nera sulla zampa appare a 3-4 anni d'età.

### Nemici
I lichi subiscono l'attività predatoria di iene, coccodrilli, ghepardi e licaoni, in ordine di gravità, come pure di leoni quando vi sono. Pitoni e leopardi predano anche loro probabilmente a danno dei giovani. Altrettanto fanno le aquile e probabilmente i becchi a scarpa. Infine, molti giovani sono calpestati durante corse tumultuose.

## Conservazione
I lichi sono d'importanza immensa nell'ecologia della palude. Essi forniscono una gran quantità di letame, che rende l'area fertile e la mette in grado di sostentare un gran numero di animali, non solo lichi, ma anche gnu, zebre e bovini domestici. Le loro eiezioni migliorano anche la fertilità dell'acqua, il che è determinante per una pesca prospera e per l'abbondanza di uccelli acquatici. La somma di proteine fornite da tutti gli animali che vivono nelle paludi del Kafue è assai grande. Nel 1930, si stimava vi fossero 250.000 lichi: si tratta probabilmente di una sovrastima, mentre la cifra vera è più vicina ai 160.000 lichi. Nel 1960 ve n'erano 25.000. La causa di questo decremento è probabilmente nel chila, una caccia grossa annuale che dura da due a quattro giorni, tradizionale presso la tribù Ila. Gruppi di lichi vengono accerchiati, costretti con l'acqua profonda alle spalle e poi uccisi. Il più grosso chila dei tempi moderni ebbe luogo nel 1956; ad esso parteciparono più di 1.100 uomini. Ragazzi furono aggregati per custodire i bovini che trainavano i 175 carri per il trasporto della carne. In due giorni e mezzo, furono uccisi più di 2.000 lichi, il 63% dei quali femmine. Nei chila precedenti, la percentuale di femmine può essere stata anche più elevata. È più facile ucciderle, perché tendono a concentrarsi nelle aree inondate con acqua bassa, che sono proprio quelle più idonee per il chila, mentre le mandrie di maschi preferiscono la terra asciutta. Anche la loro pelle è più soffice e più pieghevole ed è molto apprezzata per mantelli indossati in occasione di riti della pubertà o funebri. I chila furono interrotti nel 1957, ma le conseguenze si protrassero ancora per molti anni. Per molti anni ancora circa il 60% della popolazione adulta fu costituito da maschi, quando in altre zone dello Zambia solo il 20-30% era costituito da maschi. Fortunatamente, il loro numero, attualmente, è risalito a 50.000-70.000 esemplari e ora che i chila non si svolgono più e che nel 1972 il governo dello Zambia acquistò il Lochinvar Ranch (41.530 ettari sulla riva sud del fiume Kafue, dove molti dei lichi vivono) per crearvi il Parco Nazionale di Lochinvar, il futuro di questa sottospecie sembra essere assicurato.
Anche i lichi neri sono stati oggetto di caccia eccessiva. La popolazione si è costantemente ridotta da un milione di individui nel 1900, a 150.000 nel 1934, a 16.000 nel 1959, a 8.000 nel 1967. Fortunatamente, in questo caso il rapporto tra i sessi rimase fermo al 33% di maschi. Oggi, i lichi neri sono 30.000.